# 백률로
백률로(栢栗路, Baegyul-ro)은 대한민국의 경상북도 경주시 동천동 중심부를 연결하는 도로이다.
과거 백률사길(栢栗寺길)이었으나, 2009년 12월 11일 도로명 주소 사업에 인해 백율로로 지정되었다. 2013년에 백율로에서 백률로로 바뀌었다.

## 노선 경로
| 이름             | 접속 노선             | 비고 |
| ---------------- | --------------------- | ---- |
| 시청입구삼거리   | 국도 제7호선 (원화로) |      |
| 시청네거리       | 양정로                |      |
| 네거리 명칭 미상 | 동천로                |      |
| 백률사삼거리     | 산업로                |      |

## 주요 건물 및 시설
- 푸르지오아파트 - 경상북도 경주시 백률로 7
- 경주시 수도사업소 -경상북도 경주시 백률로 65-4

## 같이 보기
- 경주시청
- 동천동
- 용강동
- 황오동
- 전랑지